# Identité psychophysique
Dans le contexte de la philosophie de l'esprit, l'identité psychophysique désigne l'équivalence logique supposée entre les expressions ou descriptions relevant du vocabulaire de la psychologie et les concepts relevant du vocabulaire des sciences physiques et naturelles. Dans sa formulation la plus simple, la thèse de l'identité psychophysique affirme que les états mentaux ne sont rien d'autre que des états physiques du cerveau.
Cette identité s'établit soit a priori au moyen d'une analyse du contenu des concepts mentaux, soit sur la base de découvertes scientifiques ayant établi une correspondance terme à terme entre les états ou événements mentaux et les états ou processus cérébraux. Dans le premier cas, l'identité sera défendue par des arguments logiques, dans le second cas, elle relèvera d'une conception métaphysique – en l'occurrence matérialiste – du monde.
La possibilité que les états mentaux se réalisent physiquement de multiples façons suggère que l’identité psychophysique se limite à des « occurrences » individuelles d'événements se réalisant dans le cerveau et qu'elle ne vaille pas pour les « types » d'états cérébraux.

## Identité psychophysique au niveau du «type»

### Définition
L'identité des types d'états ou de processus mentaux à des types d'états ou de processus cérébraux ou neurophysiologiques est appelée communément « identité des types » (type-type identity). Le « type » désigne une propriété ou un ensemble de propriétés pouvant entrer dans une définition et caractérisant un certain état ou événement. L'identité des types peut se définir succinctement de la façon suivante :
Deux types appartenant à des typologies distinctes (par exemple physique et mentale) sont identiques si, et seulement si, ils dénotent le même type de propriétés.

### Typologie et sens

L'eau liquide et les molécules de formule chimique H₂O qui la composent constituent la même substance mais ne sont pas décrites de la même façon.

Lorsque l'identité entre deux types d'états est posé, les mêmes propriétés sont dénotées. Ce n'est donc pas au niveau des propriétés mais seulement au  niveau du sens des expressions employées pour les décrire que les deux types d'états apparaissent distincts. 
Par exemple, les types « eau » et « H₂O » sont identiques car ils dénotent le même type de substances, mais ces expressions diffèrent par leur sens et décrivent des aspects différents de la réalité : l'eau est décrite communément comme une substance liquide inodore et transparente qui coule, mouille, etc., tandis que l'on attribue à H₂O des caractéristiques atomiques qui ne sont pas observables directement. De la même façon, les concepts mentaux diffèrent des concepts physiques non pas parce qu'ils désignent des entités et des propriétés différentes mais parce qu'ils diffèrent dans leur sens.

### Réduction de la psychologie aux sciences du cerveau
La relation d'identité psychophysique au niveau du type exige qu'un type d'état ou processus mental, par exemple « la croyance que le Soleil est une étoile », soit identique à un type d'état ou processus physique au niveau du cerveau, comme « l'activation des fibres nerveuses X de l'aire cérébrale Y ». Cette relation d'identité peut être généralisé à tous les aspects de l'esprit, bien qu'historiquement, la théorie de l'identité des types ait d'abord concerné les aspects subjectifs de la conscience comme les couleurs ou la sensation de douleur. 
La généralisation de la thèse de l'identité psychophysique au niveau du type justifie non seulement la réduction des processus mentaux à des processus cérébraux mais aussi la réduction de la psychologie elle-même à la typologie physique des sciences du cerveau. Dans le contexte de la philosophie analytique, on parle alors de matérialisme réductionniste et de théorie de l'identité esprit-cerveau (mind/brain identity theory) pour qualifier cette position. L'opération de réduction justifiée par cette forme de matérialisme consiste à remplacer terme à terme le vocabulaire « mental » et subjectif de la psychologie du sens commun par le vocabulaire des sciences de la nature, notamment celui des neurosciences. Le découpage conceptuel de la psychologie du sens commun est donc conservé, dans un but à la fois pratique (notamment clinique et thérapeutique) et gnoséologique (afin d'« expliquer » les états mentaux).
Les exemples les plus souvent citées d'identité psychophysique au niveau des types sont, dans leur version simplifiée, les suivants :
- Douleur = Activation des fibres C (ou A-delta)
- Toucher = Activation des fibres A-beta
- Proprioception = Activation des fibres A-alpha

### Deux versions de l'identité des types: Ullin Place et Jack Smart
La théorie de l'identité des types telle qu'elle a été proposée par Ullin Place à la fin des années 1950  s'inspire du modèle de la réduction interthéorique dans les sciences. La psychologie est conçue comme une théorie de haut niveau en principe réductible à une théorie physico-chimique des états ou processus cérébraux. Les états conscients sont assimilés à des phénomènes macroscopiques explicables en termes de microstrucures sous-jacentes, d'un ordre de grandeur inférieur. Cette version de l'identité est généralement associée à une conception empiriste de la connaissance.
Pour Jack Smart en revanche, la psychologie ne relève pas d'une théorie de haut niveau qu'on pourrait ainsi réduire, car les propriétés mentales décrites en termes mentaux ne sont pas logiquement équivalentes aux propriétés décrites en termes physiques. La thèse de l'identité des types est chez Smart une position métaphysique de principe qui permet de garantir l'objectivité des concepts et des descriptions psychologiques tout en faisant l'économie des entités mentales au niveau ontologique. Cette version de l'identité s'inscrit dans une conception fortement matérialiste du monde.

## Identité psychophysique au niveau des «occurrences»

### Définition
La thèse de l'identité des occurrences d'événements mentaux à des occurrences d'événements physiques (du cerveau), communément appelée identité des occurrences (token-token identity) est une version plus faible et plus souple de matérialisme que la thèse de l'identité des types. Elle requiert seulement l'identification des occurrences d'événements mentaux à des occurrences d'événements cérébraux. L'occurrence d'un événement est son apparition dans l'espace et dans le temps. Lorsque deux propositions différentes décrivent un événement se réalisant en un même lieu et au même moment, elles décrivent une même occurrence d'événement : il y a identité au niveau de l'occurrence. Deux types de processus différents peuvent ainsi constituer une même occurrence d'événement. Cette thèse peut se définir par contraste avec celle de l'identité des types :
Deux types appartenant à des typologies distinctes (par exemple physique et mentale) sont identiques si, et seulement si, chacune de leurs occurrences dénote la même chose ou le même événement.

### Occurrences et «réalisation multiple»
L'identité au niveau des occurrences définit un matérialisme minimal. La faiblesse acceptée de l'identité au niveau des occurrences permet de rendre compte d'un aspect de la relation entre les typologies physique et psychologique soulevée par certains philosophes de l'esprit dont Jerry Fodor et Hilary Putnam, soit la possibilité qu'un état psychologique donné soit réalisé de multiples façons, c'est-à-dire par plusieurs organisations physiques distinctes : la nôtre, celle d'un poulpe (dont les caractéristiques neurophysiologiques sont très différentes des nôtres), celle d'un « Martien » au cerveau hydraulique  (exemple fictif souvent cité), etc. Si un être  humain et un poulpe peuvent bien partager le même état psychologique, avoir faim par exemple, on peut néanmoins penser que le mode de réalisation physique de cet état psychologique diffère entre ces deux espèces. On nomme cette possibilité la « réalisation multiple des états mentaux ». Si la thèse de la réalisation multiple des états mentaux est vraie, la typologie psychologique ne peut être identifiée à une typologie physique déterminée et la thèse de l'identité des types est donc fausse. L'identité psychophysique au niveau des occurrences permet justement de concevoir une forme d'identité compatible avec la réalisation multiple.

### Davidson et l'épiphénoménisme
On a reproché à la thèse de l'identité des occurrences de conduire à l'épiphénoménisme, notamment dans sa version radicale associée à Donald Davidson. Si les propriétés mentales ne sont pas réductibles à des propriétés physiques, les états mentaux sont certes des causes en vertu de leur identité à des événements physiques, mais leurs propriétés mentales n'ont pas de pertinence causale ou explicative : elles surviennent sur des propriétés physiques sans avoir d'effet sur le monde. Une des conséquences paradoxales de l'épiphénoménisme est qu'une action considérée comme volontaire n'est pas un effet de la volonté en tant que phénomène psychologique, mais un comportement exclusivement produit par des causes de type physique, au même titre qu'une action réflexe.

### Concernant la théorie de l'identité des «types»
- Ullin Place, « Is Consciousness a Brain Process? » (1956), British Journal of Psychology, 47, p. 44–50 ; Identifying the Mind, New York, Oxford University Press, 2004.
- Herbert Feigl, Le « mental » et le « physique » (1958), Paris, L'Harmattan, 2002.
- Jack Smart, « Sensations and Brain Processes » (1959), Philosophical Review, 68, p. 141-156 ; «The Mind/Brain Identity Theory» (2000), in The Stanford Encyclopedia of Philosophy (ed.), 2007
- David Kellogg Lewis, « An Argument for the Identity Theory » (1966), Journal of Philosophy, 63, p. 17–25.
- David M. Armstrong, A Materialist Theory of the Mind (1968), Londres, Routledge, 1993 ; The Mind-Body Problem: An Opinionated Introduction. Boulder, CO: Westview Press, 1999.

### Concernant la théorie de l'identité des «occurrences»
- Hilary Putnam, (1967), « La nature des états mentaux », in D. Fisette et P. Poirier (dir.), Philosophie de l’esprit : psychologie du sens commun et sciences de l’esprit. Textes clés en philosophie de l’esprit, Volume I, Paris, Vrin, 2002, p. 269-287
- Donald Davidson, Actions et événements (1980), tr. fr. P. Engel, Paris, PUF, 1993
- Jerry Fodor, « Pourquoi il doit encore y avoir un langage de la pensée » (1987), in D. Fisette et P. Poirier (dir.), opus cité.
- Jaegwon Kim, Supervenience and Mind (1993), tr. fr.  La Survenance et l'Esprit, Les Éditions d'Ithaque, 2008-2009, en deux volumes.